# Tegarts Zaun

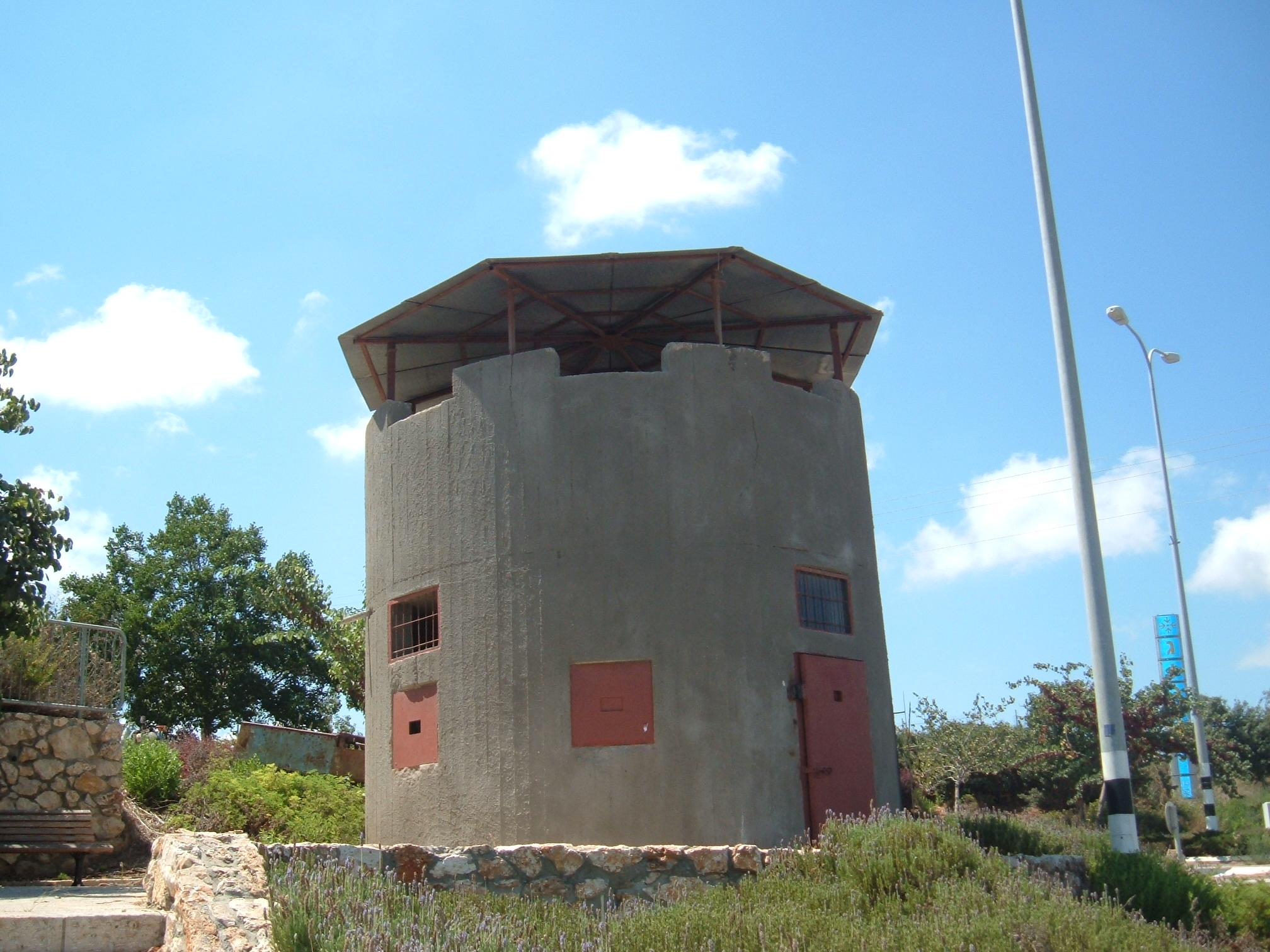
Eine in den späten 1930er Jahren gebaute „Pillbox“ entlang Tegarts Zaun, die bis heute in der Nähe von der Industriezone Goren im Norden Israels steht

Verlauf des Zauns (rot) über weite Strecken ab vom Grenzverlauf (blau gestrichelt)

Tegarts Zaun (englisch Tegart's wall, hebräisch גָּדֵר הַצָּפוֹן Gader haZafōn, deutsch ‚Zaun des Nordens‘) war der inoffizielle Name eines zur Zeit des britischen Mandats über Palästina errichteten Stacheldraht-Zauns an der nördlichen Grenze des Landes zum Völkerbundmandat für Syrien und Libanon. Der Zaun wurde 1938 gebaut, um den Anschluss von syrischen und libanesischen Kräften an den arabischen Aufstand zu verhindern. Der Zaun war 75 Kilometer lang. Fünf sogenannte Tegart-Forts sowie 20 Pillboxen, eine besondere Art britischer Zaunfestung, wurden den Zaun entlang errichtet. Der Zaun wurde auf Betreiben von Charles Tegart, den die britische Regierung 1937 zum Generalinspekteur der Palestine Police ernannte, mit dem Auftrag der antibritischen und antijüdischen terroristischen Aktivitäten Herr zu werden. Letztlich erwies der Zaun sich aber als wenig effektiv. 1942 wurde der Zaun zerlegt, um den Stacheldraht im Afrikafeldzug auf der britischen Seite zu verwenden. Die Festungen und einige der Pillboxen sind auch bis heute noch zu sehen.

## Weblink
- David Eshel: The Israel – Lebanon Border Enigma (pdf; 677 kB), In: Boundary and Security Bulletin, Winter 2000-2001, International Boundaries Research Unit (IBRU), Durham University